# 2016年リオデジャネイロオリンピックのバレーボール競技・男子北アメリカ予選
2016年リオデジャネイロオリンピックのバレーボール競技・男子北アメリカ予選（2016ねんリオデジャネイロオリンピックのバレーボールきょうぎ だんしきたアメリカよせん）は、2016年1月8日から10日までカナダのエドモントンで開催された、2016年夏季オリンピック北アメリカ・中央アメリア・カリブ海の代表チームを決定する大会である。キューバが優勝し、オリンピック出場権を獲得した。

## 出場チーム
開催国（カナダ）と2015年NORCECA選手権上位の合計4か国・地域が出場した。
- カナダ（開催国、NORCECA選手権 1位）
- キューバ（NORCECA選手権 2位）
- プエルトリコ（NORCECA選手権 3位）
- メキシコ（NORCECA選手権 4位）

## 大会形式

### 順位決定
1回戦総当たりのリーグ戦を行い、次の比較により順位を決定する。
1. 勝利数
2. 勝ち点（以下の表のとおり）
3. セット率
4. 得点率
5. ここまで同率であった場合は、直接対決の勝敗

| セット | 勝利 | 敗戦 |
| ------ | ---- | ---- |
| 3-0    | 5    | 0    |
| 3-1    | 4    | 1    |
| 3-2    | 3    | 2    |
優勝チームはそのままオリンピック出場が決定。2位チームは世界最終予選(1)に出場、3位チームは世界最終予選(2)出場権を得る。

### 試合会場
- Saville Community Sports Centre（アルバータ大学スポーツセンター、 エドモントン）

## 試合結果
試合開始時刻はすべて山岳部標準時（UTC-07:00）。
| 日程    | 開始  |              | 結果 |              | 1set  | 2set  | 3set  | 4set  | 5set  | 総得点  | R  |
| ------- | ----- | ------------ | ---- | ------------ | ----- | ----- | ----- | ----- | ----- | ------- | -- |
| 1月8日  | 17:00 | カナダ       | 3–0  | メキシコ     | 25–19 | 25–23 | 25–16 |       |       | 75–58   | P2 |
| 1月8日  | 19:00 | キューバ     | 3–0  | プエルトリコ | 25–22 | 25–20 | 33–31 |       |       | 83–73   | P2 |
| 1月9日  | 13:30 | カナダ       | 3–0  | プエルトリコ | 25–16 | 25–22 | 25–23 |       |       | 75–61   | P2 |
| 1月9日  | 16:00 | メキシコ     | 0–3  | キューバ     | 15–25 | 22–25 | 23–25 |       |       | 60–75   | P2 |
| 1月10日 | 17:00 | プエルトリコ | 2–3  | メキシコ     | 25–23 | 25–16 | 24–26 | 24–26 | 10–15 | 108–106 | P2 |
| 1月10日 | 19:00 | カナダ       | 0–3  | キューバ     | 15–25 | 21–25 | 21–25 |       |       | 57–75   | P2 |

## 最終結果
| 順位 | チーム       | 勝点 | 試合数 | 勝 | 敗 | 得セット | 失セット | セット率 | 得点 | 失点 | 得点率 |
| ---- | ------------ | ---- | ------ | -- | -- | -------- | -------- | -------- | ---- | ---- | ------ |
| 1    | キューバ     | 15   | 3      | 3  | 0  | 9        | 0        | MAX      | 233  | 190  | 1.226  |
| 2    | カナダ       | 10   | 3      | 2  | 1  | 6        | 3        | 2.000    | 207  | 194  | 1.067  |
| 3    | メキシコ     | 3    | 3      | 1  | 2  | 3        | 8        | 0.375    | 224  | 258  | 0.868  |
| 4    | プエルトリコ | 2    | 3      | 0  | 3  | 2        | 9        | 0.222    | 242  | 264  | 0.916  |

|  | オリンピック出場が決定    |
|  | 世界最終予選(1)出場が決定 |
|  | 世界最終予選(2)出場が決定 |

## 個人賞
個人賞は下記の通り。
- MVP -  Rolando Cepeda（英語版）
- ベストスコアラー -  Rolando Cepeda
- ベストオポジット -  Rolando Cepeda
- ベストサーバー -  Rolando Cepeda、 Jorge Barajas（英語版）
- ベストセッター -  Ricardo Calvo（英語版）
- ベストスパイカー -  John Gordon Perrin（英語版）、 Osmany Uriarte（英語版）
- ベストミドルブロッカー -  Daniel Jansen Vandoorn（英語版） 、 Livan Osoria（英語版）
- ベストディガー -  Tyler Sanders（英語版）
- ベストリベロ -  Jesús Rangel（英語版）